# Plaza Miserere
 (décembre 2024).
Si vous disposez d'ouvrages ou d'articles de référence ou si vous connaissez des sites web de qualité traitant du thème abordé ici, merci de compléter l'article en donnant les références utiles à sa vérifiabilité et en les liant à la section « Notes et références ».

La Plaza Miserere ou Plaza Once est une des principales places de Buenos Aires, capitale de l'Argentine. Elle se trouve au cœur du quartier de Balvanera. 

## Origine du nom
L'endroit où se trouve la place fut initialement ce qu'on appelle en espagnol une quinta (petite propriété), appelée Quinta de Miserere. Elle doit son nom à un habitant appelé Antonio González Varela, surnommé "miserere". Vers 1814on l'appela 
Mataderos de Miserere, puis Hueco de los corrales en 1817 et Mercado del Oeste (ou marché de l'ouest) vers 1850. Elle fut aussi connue comme Marché ou Place du 11 septembre. La dénomination Plaza Miserere date de 1947. 
Le deuxième nom, Plaza Once, fait référence à la gare Estación Once de septiembre qui se trouve juste à côté.

## Histoire
Sur cette place eurent lieu des combats entre Argentins et envahisseurs britanniques, lors des deux invasions britanniques de 1806 et 1807. Cette dernière année, les troupes de 
Jacques de Liniers y furent malmenées, avant de remporter une victoire totale peu après.
Le Mercado 11 de septiembre (marché onze septembre) fonctionna jusqu'en 1882, date à laquelle l'intendant Torcuato de Alvear, père du futur président Marcelo Torcuato de Alvear commença à délimiter la place. 
La même année, elle accueille l'Exposition Continence sud-américaine (en).
En 1913, la place subit une refonte importante lors de la construction de la station Plaza Miserere qui est construite au-dessous d'elle.

Le dessin actuel de la place date de 1923. On y ajouta le mausolée de Bernardino Rivadavia en 1932, œuvre du sculpteur Rogelio Yrurtia, où l'on conserve les cendres du premier président du pays, malgré son désir exprimé de ne pas reposer en Argentine.

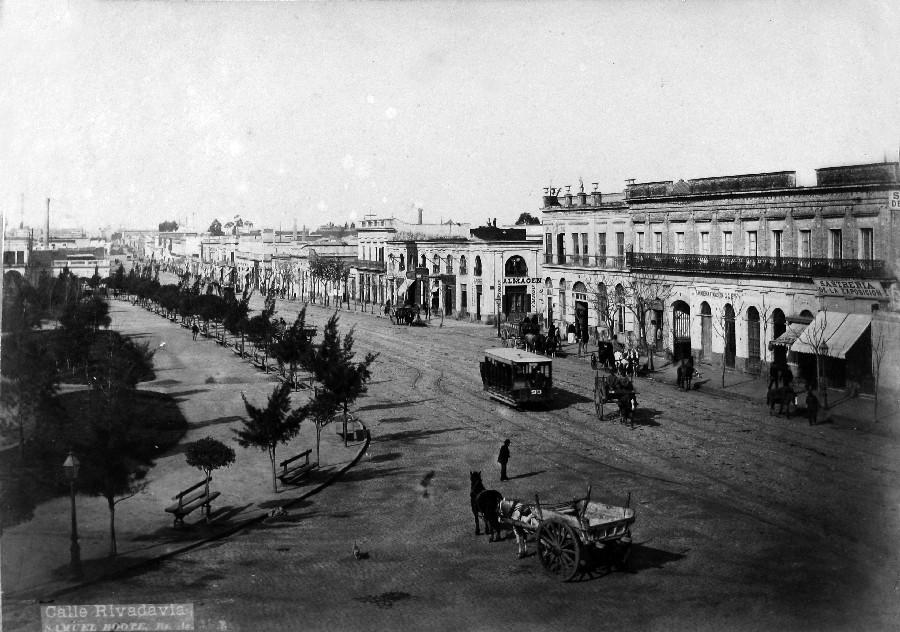

## Accès
La Plaza Miserere est un important centre de transbordement de voyageurs à Buenos Aires. Elle est desservie par : 
- La station Plaza Miserere sur la ligne  , située sous la place.
- La station Once sur la ligne .

- La gare Estación Once de septiembre du Chemin de fer Sarmiento, qui est en communication souterraine avec le métro.
- Une série de lignes de colectivos, le réseau d'autobus de la ville.